# Elezioni parlamentari in Belgio del 1946
Le elezioni parlamentari in Belgio del 1946 si tennero il 17 febbraio per il rinnovo del Parlamento federale (Camera dei rappresentanti e Senato). In seguito all'esito elettorale, Paul-Henri Spaak, espressione del Partito Socialista Belga, divenne Primo ministro; nel 1946 fu sostituito da Achille Van Acker, cui seguì, nel 1947, Camille Huysmans, entrambi di estrazione socialista, finché, nel 1947, tornò in carica Paul-Henri Spaak.

## Risultati

### Camera dei rappresentanti
| Liste                                               | Voti      | %     | Seggi |
| --------------------------------------------------- | --------- | ----- | ----- |
| Partito Social-Cristiano/Partito Popolare Cristiano | 1 006 293 | 42,54 | 92    |
| Partito Socialista Belga                            | 746 738   | 31,57 | 66    |
| Partito Comunista del Belgio                        | 300 099   | 12,69 | 23    |
| Partito Liberale                                    | 211 143   | 8,93  | 16    |
| Unione Democratica Belga                            | 51 095    | 2,16  | 1     |
| Cartello Liberal Sociale                            | 37 844    | 1,60  | 4     |
| Union des Métiers                                   | 3 360     | 0,14  | –     |
| Frenssen                                            | 2 480     | 0,10  | –     |
| Altri <0,10%                                        | 6 586     | 0,28  | –     |
| Totale                                              | 2 365 638 | 100   | 202   |

### Senato
| Liste                                               | Voti      | %     | Seggi |
| --------------------------------------------------- | --------- | ----- | ----- |
| Partito Social-Cristiano/Partito Popolare Cristiano | 999 264   | 42,74 | 51    |
| Partito Socialista Belga (PSB/BSP)                  | 729 943   | 31,22 | 34    |
| Partito Comunista del Belgio                        | 300 655   | 12,86 | 11    |
| Partito Liberale                                    | 214 837   | 9,19  | 4     |
| Unione Democratica Belga                            | 48 441    | 2,07  | –     |
| Cartello Liberal Sociale                            | 33 732    | 1,44  | 1     |
| Union des métiers                                   | 3 764     | 0,16  | –     |
| Demarrez                                            | 3 753     | 0,16  | –     |
| Indipendenti                                        | 3 866     | 0,17  | –     |
| Totale                                              | 2 338 255 | 100   | 101   |